# Fin Conchie

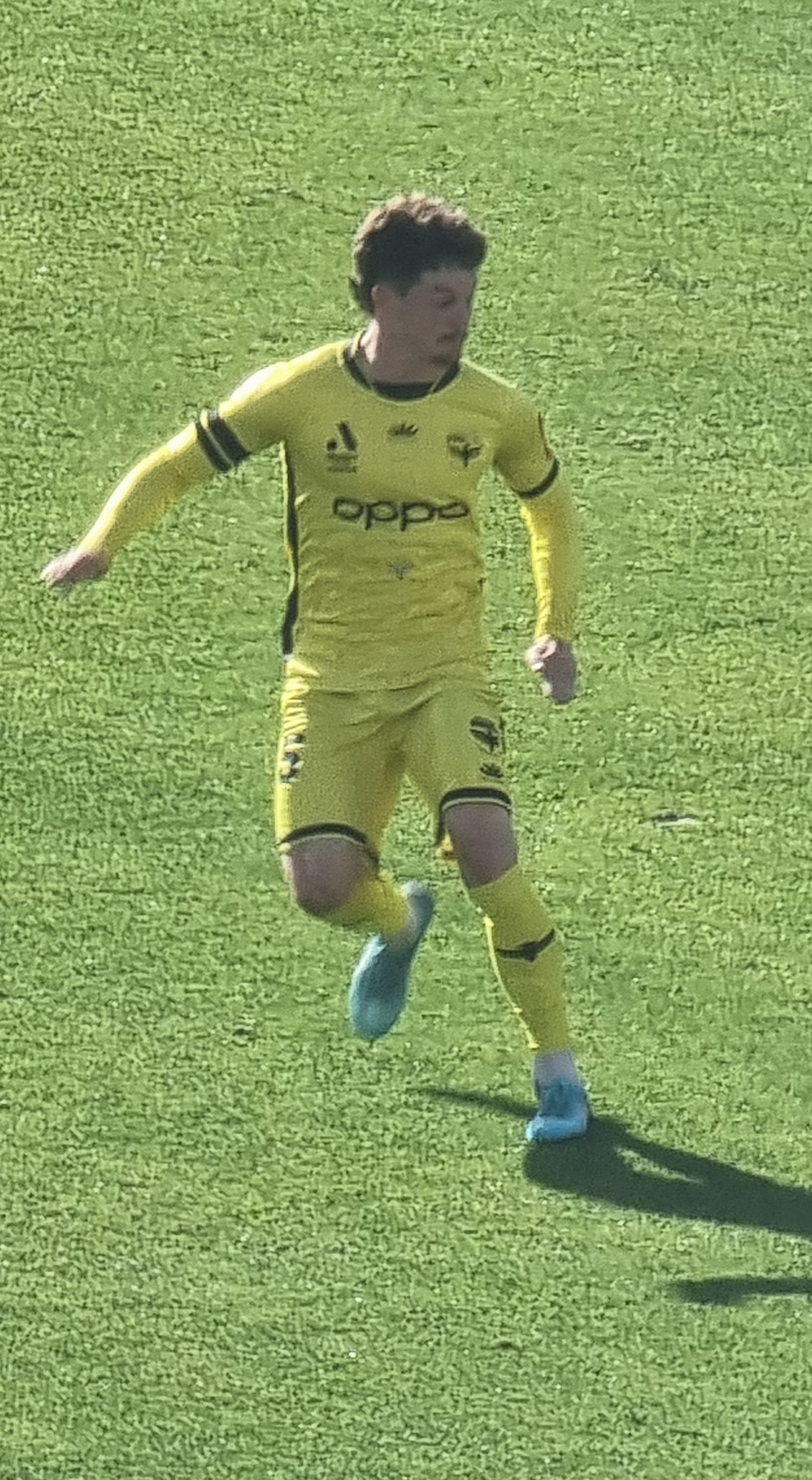
Fin Ngahina Roa Conchie (2024)

Fin Ngahina Roa Conchie (* 10. August 2003 in Hamilton) ist ein neuseeländischer Fußballspieler.

## Karriere

### Verein
Aus der Jugend von Wellington Phoenix kommend, ging es für ihn Anfang 2021 erst in die Reservemannschaft und kurz darauf weiter zum Farmteam Lower Hutt City AFC. Nachdem die Funktion dieses Farmteams nach der Saison 2021 wegfiel, spielte er wieder in der Reserve und rückte ab August 2023 fest in den Kader der ersten Mannschaft auf. Sein Debüt gab er am 1. Spieltag, am 22. Oktober 2023, bei einem 0:0 gegen die Western Sydney Wanderers, als er in der Nachspielzeit für Kosta Barbarouses eingewechselt wurde.

### Nationalmannschaft
Mit der neuseeländischen U19/U20 nahm er an der Ozeanienmeisterschaft 2022 und der Weltmeisterschaft 2023 teil. Bei beiden Turnieren kam er in allen Partien zum Einsatz. Nach einigen Freundschaftsspielen im März 2023 für die U23-Mannschaft debütierte er für die A-Nationalmannschaft bei der Ozeanienmeisterschaft 2024 beim 3:0-Auftaktgruppenspielsieg über die Salomonen.
Er wurde für den Olympiakader zu den Spielen 2024 in Paris nominiert, bei welchem er für sein Team beim letzten Gruppenspiel, einer 0:3-Niederlage gegen Frankreich, in der 85. Minute für Ben Waine eingewechselt wurde.